# Кашуба, Борис Павлович
 Борис Павлович Кашуба — советский хозяйственный, государственный и политический деятель.

## Биография
Родился в 1911 году в селе Шевченково. Член КПСС.
С 1937 года — на хозяйственной, общественной и политической работе. В 1937—1982 гг. — ведущий конструктор завода № 75 в городе Харькове, ведущий конструктор Челябинского тракторного завода, заместитель главного конструктора завода № 7 города Барнаула, главный конструктор по дизелям, заместитель главного инженера, главный конструктор по спецпроизводству Волгоградского тракторного завода, главный/генеральный конструктор Харьковского тракторного завода имени С. Орджоникидзе.
За разработку научных основ повышения рабочих скоростей машинно-тракторных агрегатов был удостоен Государственной премии СССР в области науки и техники 1976 года.
Умер 05.02.1983 года в г. Харьков